# Festa de Santo Antônio de Barbalha

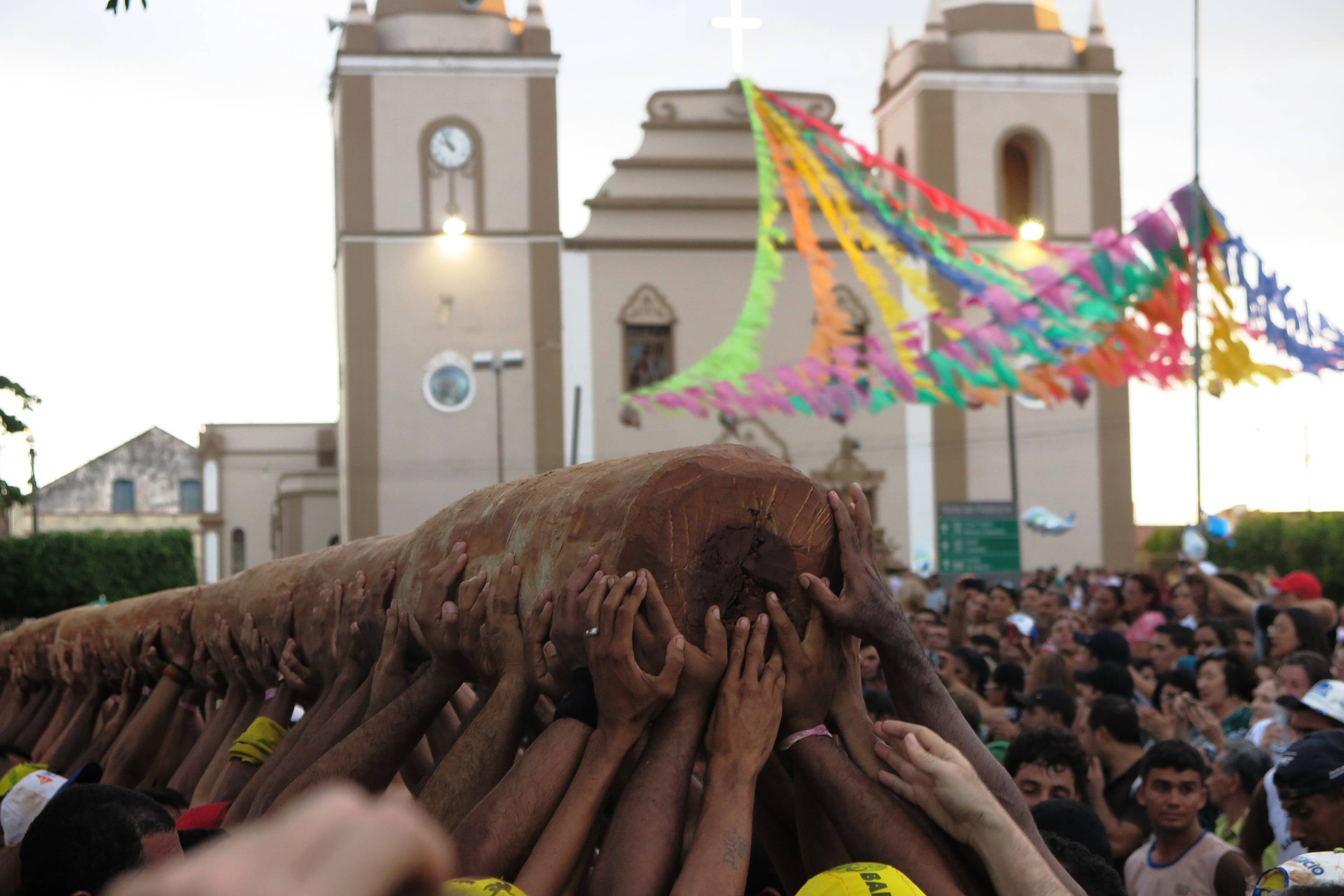
Festa de Santo Antônio em Barbalha

A Festa de Santo Antônio de Barbalha, também conhecida como Festa do Pau da Bandeira, é uma festividade popular anual da cidade cearense de Barbalha. Suas origens remontam ao ano de 1928, quando o pároco José Correia de Lima, então vigário de Barbalha, promoveu o cortejo do mastro em cujo topo seria hasteada a bandeira de Santo Antônio. Desde então, o carregamento do mastro  hasteamento da bandeira, em fins de maio e início de junho,  marcam o início das festividades dedicadas ao santo (que se estendem até o dia 13 de junho, data em que é homenageado Santo Antônio de Lisboa), tendo adquirido um caráter carnavalesco que lhe distingue de outras celebrações similares na região do Cariri cearense.
Os encarregados pela derrubada, translado e hasteamento do mastro são seguidos de perto por uma multidão de foliões, que dançam ao som de banda cabaçais ou de outros ritmos. No percurso, o consumo de alimentos e bebidas alcoólicas é frequente, e os solteiros, em especial as mulheres, são incitados a tocarem no mastro, ou mesmo sentar-se nele e ingerir o chá de sua casca, a fim de conseguirem casamento. O cortejo se encerra com o hasteamento da bandeira, em frente à Igreja Matriz de Barbalha, que é celebrado com preces e pirotecnia.
Desde 1973, data em que o poder público municipal passou a explorar o potencial turístico da festividade, a festividade tem atraído um número crescente de participantes. Para além do carregamento espontâneo do mastro, bandas e cantores populares se apresentam publicamente nas ruas da cidade entre o dia do cortejo até o dia 13 de junho, além de quadrilhas juninas e outras expressões artísticas.